# Evolution (St Teresa)
Evolution (St Teresa) – trzeci singel promujący album Vulcano polskiego zespołu Sorry Boys.

## Notowania
| Lista                         | Pozycja |
| ----------------------------- | ------- |
| Lista Przebojów Radia Merkury | 23      |
| SLiP                          | 34      |